# La prisionera del Cáucaso o Nuevas aventuras de Shúrik
La prisionera del Cáucaso, o Nuevas aventuras de Shúrik (del ruso: Кавказская пленница, или Новые приключения Шурика) es una comedia soviética dirigida por Leonid Gaidái y producida en 1967 por Mosfilm. En ella aparece el trío Trus, Balbes y Bivali. Fue estrenada el 3 de abril de ese año en 53 salas de cine.

## Argumento
El folclorista Shúrik, antes introducido en la película Operación "Y" y otras aventuras de Shúrik como estudiante del Instituto Politécnico, va al Cáucaso con la intención de estudiar las antiguas costumbres, cuentos, leyendas y chistes. Al principio va en un burro, que de repente se pone terco y no quiere obedecerle. Conoce al chófer de una ambulancia GAZ-55, que tampoco quiere arrancar.
De repente, una joven llamada Nina (Natalia Varlei) llega caminando por la carretera. El burro inmediatamente comienza a moverse tras ella y la ambulancia vuelve a funcionar. Nina es "una belleza, miembro del Komsomol, y un atleta" y es estudiante del instituto pedagógico. Su tío, továrishch Dzhabrail (Frunzik Mkrtchián), trabaja como chófer para el továrishch Saajov (Vladímir Etush), que es el director de la coopertativa agrícola regional y el hombre más rico y más poderoso de la ciudad. A Saajov le gusta Nina y la invita a tomar parte en una ceremonia de inauguración (corte de cinta) de un nuevo edificio gubernamental. Shúrik llega a la ceremonia completamente borracho porque la población local se niega a contarle chistes a menos que beba cada vez. Acaba provocando un desorden y siendo arrestado por la militsia. 
Mientras tanto, Saajov decide casarse con Nina y pacta con Dzhabrail comprar a la novia por 20 ovejas y una nevera finesa importada Rosenlew. En lugar de pedir el consentimiento de Nina, que su tío sabe que será imposible de conseguir, decide secuestrarlo. El trío Trus, Balbes y Bivali son alquilados para la tarea, pero hallan difícil encontrar a Nina sola porque ha comenzado a pasar mucho tiempo con Shúrik. En ese momento, Saajov tiene la idea de involucrar a Shúrik en el rapto sin que este se dé cuenta contándole que el rapto de la novia es una tradición local. Dzhabrail se encuentra con Shúrik en un restaurante y le cuenta esta historia, mintiéndole al contarle que Nina ha accedido a casarse con Saajov y que ella quiere ser raptada con la intención de cumplir la tradición. Shúrik está desolado porque se ha enamorado de Nina, pero piensa que si eso es lo que ella quiere, está de acuerdo con ayudar.
Shúrik y Nina van de acampada y pasan una noche en sacos de dormir. Shúrik se despide de ella de un modo emotivo y ella, sin entenderle, se encoge de hombros y también se despide de él. Shúrik la encierra con la cremallera de su saco de dormir y le hace una seña a Trus, Balbes y Bivali que se apresuran a coger a Nina y llevársela a la dacha de Saajov. Poco después, Shúrik comprende que el rapto era real y que la historia de la tradición es mentira. Corre inmediatamente a la militsia, pero Saajov (de quien Shúrik no sabe que está involucrado) está esperándole en los alrededores de la estación de policía. Le explica que si confiesa algo, será arrestado por la militsia también como conspirador y le sugiere que vayan al fiscal local. Shúrik se muestra de acuerdo, pero Saajov le engaña y le lleva a una casa donde se celebra una fiesta y le hace beber, llamando a continuación a los médicos de una clínica psiquiátrica que se lo llevan.
Mientras tanto, en la dacha de Saajov, el trío de secuestradores encierran a Nina en una habitación y tratan de animarla dándole comida y cantando canciones. Nina finge estar interesada, pero entonces, cuando los secuestradores están distraídos, trata de escapar. Es detenida por su tío y forzada a regresar a la habitación, donde es encerrada. Saajov llega con una botella de vino y va a hablar con Nina, pero sale momentos después manchado de vino de la cabeza a los pies. Habiendo decidido darle a Nina "un tiempo para pensárselo", Dzhabrail y Saajov se van de la dacha, dejando al trío a cargo de Nina.
En el psiquiátrico, Shúrik finalmente se da cuenta de que Saajov es el que está detrás del secuestro. Shúrik es capaz de escapar del psiquiátrico, y se cuela en la ambulancia de Edik, al que conoció en el inicio de la película. Juntos van hacia la dacha de Saajov. Cuando ellos llegan, ellos se disfrazan con uniformes de médicos y convencen a Trus, Balbes y Bivali de que están realizando vacunaciones de emergencia contra una epidemia peligrosa que está afectando al área. Bajo ese pretexto, inyectan al trío con sedantes. Mientras Edik está poniendo las inyecciones, Shúrik va a la habitación de Nina. Ella aún piensa que él está dentro del plan de secuestro y le golpea en la cabeza con una bandeja de frutas, corre fuera de la habitación, salta por la ventana del primer piso y roba uno de los vehículos.
A continuación se produce una persecución de coche en la que los secuestradores persiguen a Nina y Shúrik y Edik persiguen a los secuestradores. Los secuestradores alcanzan a Nina, detienen su vehículo y la atan, pero en ese momento los sedantes comienzan a hacerles efecto y se duermen. Shúrik reconduce el camión justo antes de que se salga de la carretera y lo detiene. Comienza a desatar a Nina, pero ella le ataca, todavía pensando que él está con los delincuentes. Para revelar sus sentimientos por ella, Shúrik besa a Nina antes de acabar de desatarla.
La acción se traslada al apartamento de Saajov por la noche. Está solo. De repente, Nina, Shúrik y Edik aparecen con armas y vestidos con máscaras, llamándose a sí mismos los defensores de la "ley de las montañas". Saajov no les reconoce y en pánico, salta por la ventana. Edik le dispara con su rifle, que no está cargada con nada más que sal. Edik le acierta en las nalgas y, cuando Saajov es llevado ante el tribunal al día siguiente, no es capaz de sentarse. La película termina con Shúrik acompañando a Nina para que coja un autobús, tras lo que la sigue con su burro.

## Reparto y equipo

### Principales
- Aleksandr Demiánenko - Shúrik, folclorista
- Natalia Varlei - Nina (voz Nadezhda Rumiántsev y Aída Vedíshcheva)

### Otros
- Frunzik Mkrtchián - Dzhabrail, tío de Nina y chófer de Saajov
- Vladímir Etush - camarada Saajov, administrador en el Raikomjoz
- Gueorgui Vitsin - Trus
- Yevgueni Morgunov - Bivali
- Yuri Nikulin - Balbes
- Ruslán Ajmétov - Ebik, conductor
- Donara Mkrtchián - mujer de Dzhabrail, tía de Nina
- Mijaíl Gruzski - administrador del hotel
- Nina Grebeshkova - enfermera
- Piotr Repnin - médico jefe del hospital psiquiátrico
- Noi Avaliani - trabajador del hotel
- Emmanuil Geller - el vendedor de shashlik (voz Artiom Karapetian)
- Gueorgui Miliar - anfitrión hospitalario, aficionado al dominó
- Gueorgui Svetlani - anciano en la cervecería
- Leonid Doblatov - juez (voz Artiom Karapetián)
- Morís Slobodskói - jugador de dominó
- Bogdan Galustián - jugador de dominó
- Oleg Sevostiánov
- Mijaíl Sodorski

### Equipo de rodaje
- Autores del guion:
  - Texto original: Morís Slobodskói
  - Libreto: Yákov Kostiukovski
  - Versión para cine: Leonid Gaidái
  - Texto de las canciones: Leonid Derbeniov
  - Redactor: Anatoli Stepánov
- Directores
  - Directores jefe: Leonid Gaidái
  - Director: I. Bitiukov
- Operadores:
  - Operador jefe: Konstantín Brovin
  - Operador: Ye. Guslinski
  - Operadores: I. Felitsyn, V. Sevastiánov
  - Ingeniero de sonido: V. Krachkovski
  - Montaje: V. Yankovski
- Música:
  - Compositor: Aleksandr Zatsepin
  - Director: Emin Jachaturián
  - Vocalistas: Aída Vedíshcheva, Yuri Nikulin, Gueorgui Vitsin, Yevgueni Morgunov
- Departamento artístico:
  - Director artístico: Vladímir Kaplunovski
  - Dibujantes: N. Abakoumov, A. Klimenko
  - Maquillaje: N. Mitiushkina
  - Vesturario: N. Shimilis
- Administrador: Abram Freidin